# 安宅
安宅（1511年—？），字子仁，號似山，山東東昌府冠縣人，民籍，明朝政治人物。

## 生平
嘉靖七年（1528年）戊子科山東鄉試第五名舉人。嘉靖十四年（1535年）中式乙未科會試第二百三名，登第三甲第一百八十名進士。授保定府推官，十九年十月选授兵科给事中，二十二年七月升刑科右，二十三年二月升兵科左。

## 家族
曾祖安甫能；祖父安宏，曾任巡檢；父安世昌，母劉氏。重庆下。弟安邊、安述。